# Emmanuel Hostache
Emmanuel Hostache   (La Mura, 18 de juliol de 1975 - Siegen, 30 de maig de 2007) fou un atleta i pilot de bob francès que va competir durant les dècades de 1990 i 2000.
Especialista en llançament de pes i disc, ostentà el rècord francès de l'especialitat en categoria júnior. Entre el 1992 i 1998 fou seleccionat deu vegades per la selecció francesa juvenil.
Les seves qualitats de força i velocitat, capaç de córrer en menys d'11 segons els 100 metres, el van convertir en el candidat escollit per completar la tripulació del bob a quatre junt a Bruno Mingeon, Eric Le Chanony i Max Robert. El 1998 va prendre part als Jocs Olímpics d'Hivern de Nagano, on va disputar dues proves del programa de bobsleigh. Guanyà la medalla de bronze en la prova de bobs a quatre, mentre en la de bobs a dos fou novè. Quatre anys més tard, als Jocs de Salt Lake City fou tretzè en la prova de bobs a dos.
En el seu palmarès també destaquen dues medalles al Campionat del món de bob de 1999, d'or en el bobs a quatre i de bronze en el bobs a dos. Al Campionat d'Europa de bob guanyà una medalla d'or. Guanyà 11 campionats francesos.
El 2000 li fou diagnosticat un sarcoma d'Ewing, una forma de càncer, que li provocà la mort el 2007.